# Ałła Ilczun
Ałła Ilczun (ros. Алла Ильчун; ur. 10 grudnia 1926 w Harbinie, zm. 8 marca 1989 w Paryżu) – modelka pochodzenia kazachsko-rosyjskiego  pracująca dla Christiana Diora.

## Życiorys
Córka Tamary i Kuantchana Jelszyna. Ojciec był kolejarzem, Kazachem, a matka rosyjską śpiewaczką operową. Rodzice poznali się i mieszkali w chińskim Harbinie. Po ataku Japończyków na Mandżurię w 1931 roku rodzina podjęła decyzję o wyjeździe do Paryża. Jednak ojciec pozostał w Mandżurii, a jego losy są nieznane. Przypuszcza się, że zmarł w gułagu. Do Paryża Ałła wyjechała z matką. Tam aby się utrzymać znalazły pracę: Tamara śpiewała w kabarecie, a Ałła zmywała naczynia w jednej z paryskich restauracji. Podczas II wojny światowej Ałła pracowała jako pielęgniarka i współpracowała z francuskim ruchem oporu. Współpracę z Diorem rozpoczęła w 1947 roku. Na casting w firmie Dior trafiła przypadkowo. Zauważona przez Christiana Diora przez 11 lat była jego ulubioną modelką (do jego śmierci w 1957 roku) nazywana przez niego „talizmanem“. Współpracowała też Cristóbalem Balenciagą i Hubertem de Givenchy. Po śmierci Diora pracowała z Yvem Saint Laurentem. Gdy zauważyła u siebie odznaki starzenia zrezygnowała z pracy.
Miała 47 cm w talii. Mówiła płynnie w 6 językach: angielskim, francuskim, niemieckim, włoskim, hiszpańskim i rosyjskim. Jej pierwszym mężem był niemiecki fotograf pracujący u Diora Mike de Dülmen z którym miała syna Marca. Po raz drugi wyszła za mąż za rosyjskiego fotografa Igora Muchina.
Miała chińskie obywatelstwo, a od 1967 francuskie. Została pochowana jest na cmentarzu w Ivry-sur-Seine, ale na grobie nie ma daty urodzin ani śmierci.

## Upamiętnienie
Nazywano ją Euroazjatką, ale do 2019 roku nie znano szczegółów jej biografii. W 2018 roku kazachski dyplomata Berlin Iriszew we francuskim antykwariacie kupił portret Ałły namalowany przez Leona Cejtlina. Przypuszczając, że ma ona kazachskie korzenie postanowił poszukać na ten temat informacji. Odszukał grób modelki i nawiązał kontakt z jej synem (Marc de Dülmen).
Zebrane podczas poszukiwań informacje Iriszew opublikował w 2019 roku w książce Muse of Dior.The story of Alla Ilchun, a następnie nakręcił film dokumentalny Alla – Dior’s Oriental Pearl. Premiera filmu odbyła się 24 stycznia 2020 roku w Ambasadzie Kazachstanu w Paryżu.